# 藤井寺駅
藤井寺駅（ふじいでらえき）は、大阪府藤井寺市岡二丁目にある、近畿日本鉄道（近鉄）南大阪線の駅。駅番号はF13。

## 概要
藤井寺市を代表する駅で、駅長が常駐している。羽曳野市域からも近く、同市内からの利用も多い。
1928年（昭和3年）から2004年（平成16年）までは、藤井寺球場の最寄り駅としても機能。近鉄バファローズ（日本プロ野球のパシフィック・リーグに加盟していた球団）が本拠地として使用していた時期には、主催試合の開催日は急行が臨時に停車していたほか、臨時列車も運転されていた。

## 歴史
- 1922年（大正11年）4月18日：大阪鉄道の道明寺 - 布忍間延伸時に開業[1][2]。
- 1928年（昭和3年）5月27日：大阪鉄道が駅の南西側に藤井寺球場を開場。
- 1943年（昭和18年）2月1日：関西急行鉄道が大阪鉄道を合併したこと[3]に伴って、この日から関西急行鉄道天王寺線の駅として運用。
- 1944年（昭和19年）6月1日：陸上交通事業調整法に基づく関西急行鉄道と南海鉄道の合併によって近畿日本鉄道が発足したことに伴って、この日から近畿日本鉄道南大阪線の駅として運用。なお、南海鉄道は1947年（昭和22年）に、南海電気鉄道として再び独立している[3]。
- 1950年（昭和25年）：近畿日本鉄道を母体に発足した近鉄パールズ（後の近鉄バファローズ→大阪近鉄バファローズ）が、パシフィック・リーグへの加盟を機に、この年から藤井寺球場を本拠地に使用。
- 1971年（昭和46年）4月1日：定期券専用の自動改札機を設置[4]。
- 1974年（昭和49年）11月28日：南北方向への通り抜けが可能な橋上駅舎が、この日から運用を開始。完成前までは、線路とホームをはさんで北側と南側の地上に駅舎、両駅舎やホームへの移動用に地下通路を設けていた。
- 1994年（平成6年）3月15日：ホームの有効長を従来に比べて1両分延伸する工事の完了に伴って、この日から8両編成の列車の停車が可能になった[5]。
- 2004年（平成16年）9月30日：藤井寺球場で最後の試合（大阪近鉄バファローズと中日ドラゴンズによるウエスタン・リーグ優勝決定戦）を開催。球場は、2005年（平成17年）1月末の閉鎖を経て、2006年（平成18年）8月に解体された。
- 2007年（平成19年）4月1日：ICカード「PiTaPa」への対応を開始[6]。
- 2022年（令和4年）
  - 3月25日：この年の4月18日で開業100周年を迎えることを記念して、長谷川義史（藤井寺市出身の絵本作家）がデザインを手掛けた壁画と、長谷川が描いた絵などを活用したデジタルサイネージを構内に設置[7]。
  - 4月18日：開業100周年記念式典を、駅北側の交流広場「テラパーク」で開催。前述した構内壁画も、この日から公開された[8]。

## 駅構造
島式2面4線ホームを持つ橋上駅。ホーム有効長は8両。改札口は1ヶ所のみ。

### のりば
| のりば | 路線       | 方向 | 行き先                   |
| ------ | ---------- | ---- | ------------------------ |
| 1・2   | F 南大阪線 | 下り | 河内長野・橿原神宮前方面 |
| 3・4   | F 南大阪線 | 上り | 大阪阿部野橋方面         |

- 内側2線（2番線と3番線）が主本線、外側2線（1番線と4番線）が待避線である。
- 1番線の大阪阿部野橋方に引き上げ線が1本設けられており、折り返しに使用されている。引き上げ線は4番線とは繋がっておらず、藤井寺始発の上り列車は3番線に入ってから発車する。このため、3番線に始発列車が停車している間、急行・特急は4番線を通過する。
- ただし古市始発の各駅停車が待避する際は、3番線を急行、特急は通過する。

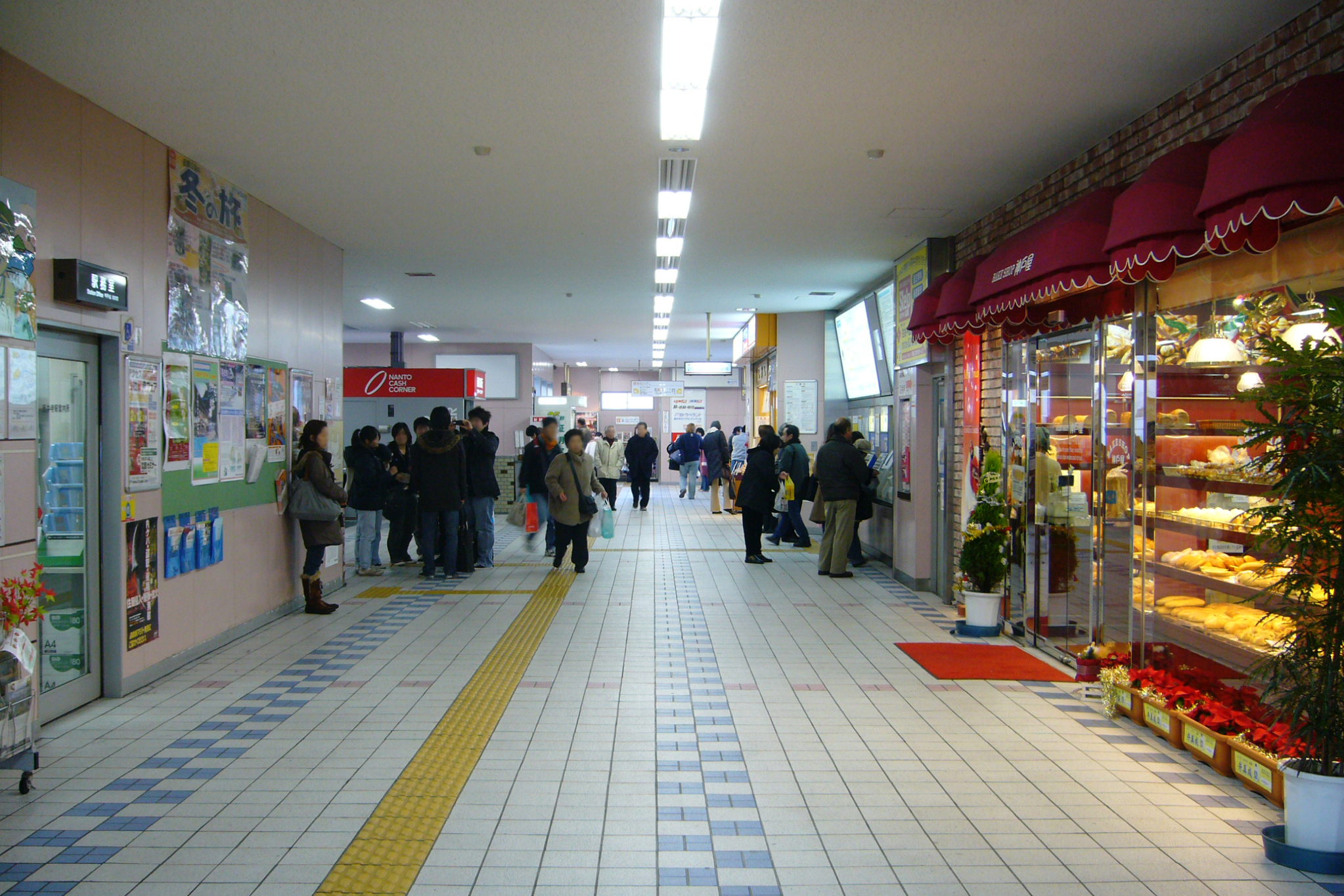
コンコース
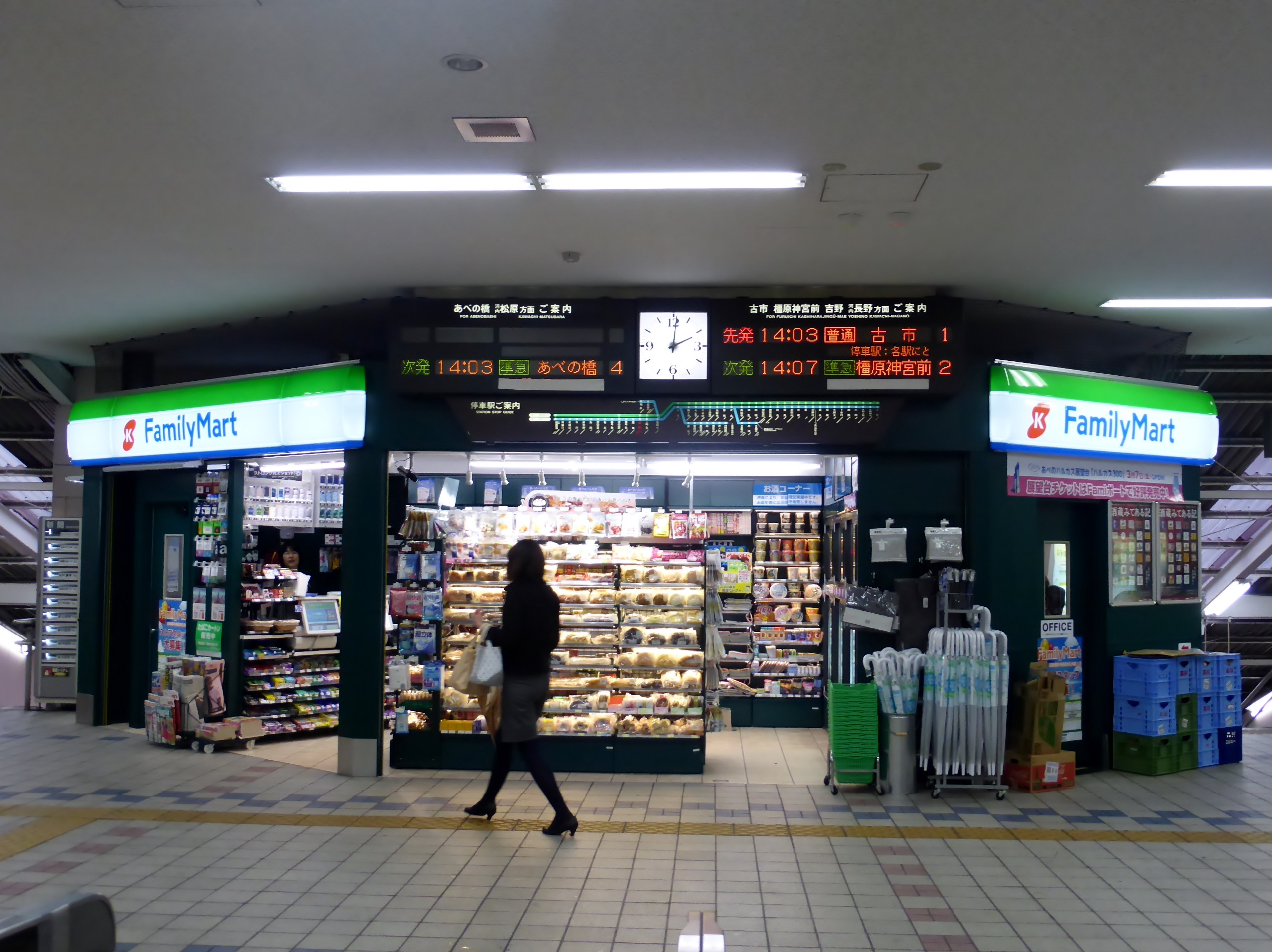
売店

## 特徴

### 駅設備・営業面
- 駅長が置かれ、南大阪線の河内天美駅 - 道明寺駅間と、道明寺線の各駅を管理している。
- 特急券および定期券は専用の自動券売機にて購入可能で、朝と夕方の一部時間帯に限り駅窓口での発券対応も行われている[10]。

### ダイヤ面
- 準急以下の全一般列車が停車しており、大阪阿部野橋駅からの準急は当駅から各駅に停車する[11]。
- 終日にわたって当駅折り返しの普通列車が設定されており、平日の日中時間帯と土休日の全時間帯に大阪阿部野橋駅 - 古市駅間で毎時6本運転される普通列車の内、4本 - 5本が当駅折り返し列車として運転されている[11]。

## 利用状況
2024年11月12日における1日乗降人員は33,670人である。南大阪線の途中駅では最多。
近年における1日乗降人員の推移は下表の通り。
| 年度               | 調査日   | 乗車人員 | 降車人員 | 乗降人員 | 出典        | 出典          |
| 年度               | 調査日   | 乗車人員 | 降車人員 | 乗降人員 | 近鉄        | 大阪府        |
| ------------------ | -------- | -------- | -------- | -------- | ----------- | ------------- |
| 1990年（平成02年） | 11月06日 | 25,815   | 25,386   | 51,201   |             | [ 大阪府 1 ]  |
| 1991年（平成03年） | -        | -        | -        | -        |             | [ 大阪府 2 ]  |
| 1992年（平成04年） | 11月10日 | 26,202   | 25,756   | 51,958   |             | [ 大阪府 3 ]  |
| 1993年（平成05年） | -        | -        | -        | -        |             | [ 大阪府 4 ]  |
| 1994年（平成06年） | -        | -        | -        | -        |             | [ 大阪府 5 ]  |
| 1995年（平成07年） | 12月05日 | 25,922   | 25,273   | 51,195   |             | [ 大阪府 6 ]  |
| 1996年（平成08年） | -        | -        | -        | -        |             | [ 大阪府 7 ]  |
| 1997年（平成09年） | -        | -        | -        | -        |             | [ 大阪府 8 ]  |
| 1998年（平成10年） | 11月10日 | 23,951   | 23,874   | 47,825   |             | [ 大阪府 9 ]  |
| 1999年（平成11年） | -        | -        | -        | -        |             | [ 大阪府 10 ] |
| 2000年（平成12年） | 11月07日 | 21,799   | 21,920   | 43,719   | [ 近鉄 1 ]  | [ 大阪府 11 ] |
| 2001年（平成13年） | -        | -        | -        | -        |             | [ 大阪府 12 ] |
| 2002年（平成14年） | -        | -        | -        | -        |             | [ 大阪府 13 ] |
| 2003年（平成15年） | 11月11日 | 19,688   | 19,447   | 39,135   | [ 近鉄 2 ]  | [ 大阪府 14 ] |
| 2004年（平成16年） | -        | -        | -        | -        |             | [ 大阪府 15 ] |
| 2005年（平成17年） | 11月08日 | 19,926   | 19,629   | 39,555   | [ 近鉄 3 ]  | [ 大阪府 16 ] |
| 2006年（平成18年） | -        | -        | -        | -        |             | [ 大阪府 17 ] |
| 2007年（平成19年） | -        | -        | -        | -        |             | [ 大阪府 18 ] |
| 2008年（平成20年） | 11月18日 | 20,193   | 20,161   | 40,354   |             | [ 大阪府 19 ] |
| 2009年（平成21年） | -        | -        | -        | -        |             | [ 大阪府 20 ] |
| 2010年（平成22年） | 11月09日 | 19,187   | 18,888   | 38,075   | [ 近鉄 4 ]  | [ 大阪府 21 ] |
| 2011年（平成23年） | -        | -        | -        | -        |             | [ 大阪府 22 ] |
| 2012年（平成24年） | 11月13日 | 18,530   | 18,387   | 36,917   | [ 近鉄 5 ]  | [ 大阪府 23 ] |
| 2013年（平成25年） | -        | -        | -        | -        |             | [ 大阪府 24 ] |
| 2014年（平成26年） | -        | -        | -        | -        |             | [ 大阪府 25 ] |
| 2015年（平成27年） | 11月10日 | 18,264   | 18,183   | 36,447   | [ 近鉄 6 ]  | [ 大阪府 26 ] |
| 2016年（平成28年） | -        | -        | -        | -        |             | [ 大阪府 27 ] |
| 2017年（平成29年） | -        | -        | -        | -        |             | [ 大阪府 28 ] |
| 2018年（平成30年） | 11月13日 | 18,038   | 17,764   | 35,802   | [ 近鉄 7 ]  | [ 大阪府 29 ] |
| 2019年（令和元年） | -        | -        | -        | -        |             | [ 大阪府 30 ] |
| 2020年（令和02年） | -        | -        | -        | -        |             | [ 大阪府 31 ] |
| 2021年（令和03年） | 11月09日 | 15,886   | 15,880   | 31,766   | [ 近鉄 8 ]  | [ 大阪府 32 ] |
| 2022年（令和04年） | 11月08日 | 16,599   | 16,515   | 33,114   | [ 近鉄 9 ]  | [ 大阪府 33 ] |
| 2023年（令和05年） | 11月07日 | 16,318   | 16,396   | 32,714   | [ 近鉄 10 ] | [ 大阪府 34 ] |
| 2024年（令和06年） | 11月12日 |          |          | 33,670   | [ 近鉄 11 ] |               |

## 駅周辺

### 北口
- sol'ya（ソリヤ）- 近鉄不動産所有の商業施設。ロピア、スギ薬局、コメダ珈琲店、COSPA、ジェイコムショップ他多数の飲食店を含む。
- イオン藤井寺ショッピングセンター（2019年9月14日オープン)
  - ジョーシン 藤井寺イオン店
- ジャンボカラオケ広場
- ハローワーク藤井寺
- 三井住友銀行（旧河内銀行→住友銀行、旧神戸銀行→太陽神戸銀行→太陽神戸三井銀行→さくら銀行（後述が存続店舗、詳細は藤井寺市#金融機関を参照））
- 藤井寺市役所
- 藤井寺市立市民総合会館
- 藤井寺市立藤井寺中学校
- 大阪府立藤井寺工科高等学校

### 南口
- 業務スーパー
- 三菱UFJ銀行（旧長野銀行→更池銀行→三和銀行→UFJ銀行→三菱東京UFJ銀行）
- 関西みらい銀行（旧近畿相互銀行→近畿銀行→近畿大阪銀行）
- 藤井寺駅前郵便局
- 葛井寺（西国三十三所第5番）
- 辛国神社（大阪みどりの百選）
- 岡ミサンザイ古墳（伝仲哀天皇陵）
- アイセルシュラホール - 生涯学習センター。住民票等交付コーナー、歴史展示室、市立図書館図書コーナーなどがある。
- 藤井寺市立藤井寺西小学校
- 四天王寺小学校（旧藤井寺球場跡地）
- 四天王寺東中学校・高等学校（同上）
- 大阪緑涼高等学校（旧藤井寺教材園跡地）
- 大阪女子短期大学：2018年3月まで。
- 春日丘団地（同上）
- しゃむすん（近鉄バファローズOB・栗橋茂が経営するスナック）

## バス路線
路線バスは全て近鉄バスの運行。南口・北口それぞれにバスが発着する。
北口にはロータリーが整備されている。停留所名は「藤井寺駅」。八尾営業所の担当。一般路線の他にアマゾン藤井寺FCへ向かうバス（アマゾンシャトル線）も運行しているが、一般客の利用は不可。
一方で南口は羽曳野市方面への路線が多数発着。停留所名は「藤井寺駅前」。1・2番のりば（駅舎側）は藤ヶ丘・野中経由（系統番号70番台）、3番のりば（駅向かい側）は野々上経由（系統番号60番台）。いずれも羽曳野線を名乗り、松原営業所の担当。バスは駅前で折り返すことができず、西側（野々上方向）から来たバスは全て東側（藤ヶ丘方向）に通り抜けることになる（逆方向も同様）。藤井寺駅前へ向かうバスは古市駅前発を除き、野中経由が70番、野々上経由が60番に統一されている。大阪府立大学羽曳野キャンパスへは、四天王寺大学・羽曳が丘方面行きで府立医療センター下車も可。
近鉄バス以外では、藤井寺市公共施設循環バス（市の自家用バスで運行）が駅前に発着している。
| 停留所名   | のりば | 路線名   | 系統・行先                         | 備考                                                  |
| ---------- | ------ | -------- | ---------------------------------- | ----------------------------------------------------- |
| 藤井寺駅   |        | 八尾線   | 70番：近鉄八尾駅前                 |                                                       |
| 藤井寺駅前 | 1      | 羽曳野線 | 71番：四天王寺大学                 | 藤ヶ丘・野中経由                                      |
| 藤井寺駅前 | 1      | 羽曳野線 | 78番：四天王寺大学                 | 平日および土曜午前中の運行。藤ヶ丘・野々上経由        |
| 藤井寺駅前 | 2      | 羽曳野線 | 74番：古市駅前                     | 朝夕のみ運行。羽曳野市役所前経由                      |
| 藤井寺駅前 | 2      | 羽曳野線 | 77番：古市駅前                     | 日中の運行。野中経由                                  |
| 藤井寺駅前 | 2      | 羽曳野線 | 84番：学園前五丁目                 |                                                       |
| 藤井寺駅前 | 3      | 羽曳野線 | 61番：四天王寺大学                 | 日中のみ運行。御陵前・野々上経由                      |
| 藤井寺駅前 | 3      | 羽曳野線 | 67番：大阪府立大学羽曳野キャンパス | 平日朝1本のみ運行                                     |
| 藤井寺駅前 | 3      | 羽曳野線 | 62番：羽曳が丘方面                 | おおむね午後以降の運行。羽曳が丘八丁目→西三丁目循環   |
| 藤井寺駅前 | 3      | 羽曳野線 | 65番：羽曳が丘方面                 | おおむね午前中までの運行。羽曳が丘西三丁目→八丁目循環 |
| 藤井寺駅前 | 3      | 羽曳野線 | 66番：羽曳ヶ丘西二丁目東           | 19時台以降に運行                                      |

## 隣の駅
近畿日本鉄道
F 南大阪線
■急行・■区間急行
通過（ただし、周辺の学校での入学試験実施日に臨時に急行が停車することがある）
　　（近鉄バファローズの試合があった時は、臨時で急行が停車）
■準急（当駅から土師ノ里方の各駅に停車）
河内松原駅 (F10) - 藤井寺駅 (F13) - 土師ノ里駅 (F14)
■普通
高鷲駅 (F12) - 藤井寺駅 (F13) - 土師ノ里駅 (F14)
- 1974年までは、当駅と土師ノ里駅の間に応神御陵前駅が存在した。

### 記事本文

### 利用状況
1. ↑  駅別一日乗降人員 南大阪線 吉野線 - 近畿日本鉄道
2. ↑  大阪府統計年鑑 - 大阪府

#### 近畿日本鉄道
1. ↑  駅別乗降人員 南大阪線 吉野線 - 近畿日本鉄道（ウェイバックマシン）
2. ↑  駅別乗降人員 南大阪線 吉野線 - 近畿日本鉄道（ウェイバックマシン）
3. ↑  駅別乗降人員 南大阪線 吉野線 - 近畿日本鉄道（ウェイバックマシン）
4. ↑  駅別乗降人員 南大阪線 吉野線 - 近畿日本鉄道（ウェイバックマシン）
5. ↑  駅別乗降人員 南大阪線 吉野線 - 近畿日本鉄道（ウェイバックマシン）
6. ↑  駅別乗降人員 南大阪線 吉野線 - 近畿日本鉄道（ウェイバックマシン）
7. ↑  駅別乗降人員 南大阪線 吉野線 - 近畿日本鉄道（ウェイバックマシン）
8. ↑  近鉄線駅別乗降人員データ【調査日：令和3年11月9日(火)】 (PDF)  - 近畿日本鉄道
9. ↑  近鉄線駅別乗降人員データ【調査日：令和4年11月8日(火)】 (PDF)  - 近畿日本鉄道
10. ↑  近鉄線駅別乗降人員データ【調査日：令和5年11月7日(火)】 (PDF)  - 近畿日本鉄道
11. ↑  近鉄線駅別乗降人員データ【調査日：令和6年11月12日(火)】 (PDF)  - 近畿日本鉄道

#### 大阪府統計年鑑
1. ↑  大阪府統計年鑑（平成3年） (PDF)
2. ↑  大阪府統計年鑑（平成4年） (PDF)
3. ↑  大阪府統計年鑑（平成5年） (PDF)
4. ↑  大阪府統計年鑑（平成6年） (PDF)
5. ↑  大阪府統計年鑑（平成7年） (PDF)
6. ↑  大阪府統計年鑑（平成8年） (PDF)
7. ↑  大阪府統計年鑑（平成9年） (PDF)
8. ↑  大阪府統計年鑑（平成10年） (PDF)
9. ↑  大阪府統計年鑑（平成11年） (PDF)
10. ↑  大阪府統計年鑑（平成12年） (PDF)
11. ↑  大阪府統計年鑑（平成13年） (PDF)
12. ↑  大阪府統計年鑑（平成14年） (PDF)
13. ↑  大阪府統計年鑑（平成15年） (PDF)
14. ↑  大阪府統計年鑑（平成16年） (PDF)
15. ↑  大阪府統計年鑑（平成17年） (PDF)
16. ↑  大阪府統計年鑑（平成18年） (PDF)
17. ↑  大阪府統計年鑑（平成19年） (PDF)
18. ↑  大阪府統計年鑑（平成20年） (PDF)
19. ↑  大阪府統計年鑑（平成21年） (PDF)
20. ↑  大阪府統計年鑑（平成22年） (PDF)
21. ↑  大阪府統計年鑑（平成23年） (PDF)
22. ↑  大阪府統計年鑑（平成24年） (PDF)
23. ↑  大阪府統計年鑑（平成25年） (PDF)
24. ↑  大阪府統計年鑑（平成26年） (PDF)
25. ↑  大阪府統計年鑑（平成27年） (PDF)
26. ↑  大阪府統計年鑑（平成28年） (PDF)
27. ↑  大阪府統計年鑑（平成29年） (PDF)
28. ↑  大阪府統計年鑑（平成30年） (PDF)
29. ↑  大阪府統計年鑑（令和元年） (PDF)
30. ↑  大阪府統計年鑑（令和2年） (PDF)
31. ↑  大阪府統計年鑑（令和3年） (PDF)
32. ↑  大阪府統計年鑑（令和4年） (PDF)
33. ↑  大阪府統計年鑑（令和5年） (PDF)
34. ↑  大阪府統計年鑑（令和6年） (PDF)